# Герман (стадион)
Вижте пояснителната страница за други значения на Герман.
Герман е български стадион, намиращ се в село Герман, район „Панчарево“ на Столична община, област София. През лятото на 2015 г. стартира ремонт на терена, а от юли 2016 г. той се използва като тренировъчна база на столичния клуб ПФК Септември.

## История
Стадион „Герман“ първоначално се използва за официални мачове от местния футболен клуб „Искър“, основан през 1971 г. През годините този отбор се състезава основно в софийските окръжни групи, без особени успехи. През 2000 година Искър се слива с Верила (Елин Пелин) под новото име „Авто Бил 2000“, който започва да играе в Герман. През 2001 г. името на обединения клуб е променено на Конелиано по името на спонсора му. След влизането си в професионалния футбол през 2003 г. отборът се премества да играе в София. Стадионът в Герман в този период се ползва за тренировъчни цели, включително след като Конелиано става сателит на ЦСКА през 2005. Конелиано се завръща на стадион Герман след 2007 година, след отделянето си от Черноморец Бургас (София). Там клубът провежда срещите си от Софийската регионална група.
През 2010 се появява спор относно ползването на стадион „Герман“ от ФК „Конелиано“. Теренът е прехвърлен от Спортна София към Община Панчарево, с което договорът за ползването му от футболния клуб е прекратен. Въпреки това отборът играе на стадиона без официално да е кандидатствал за ползването му. Конелиано използва стадиона до сезон 2014/15, когато е закупен от ДИТ Груп. От лятото на 2015 г. възстановеният Конелиано 2005 играе мачовете си на други стадиони в София за домакинствата си от СРГ–Юг.
От 2016 година, след направена основна реновация на комплекса от ДИТ Груп, той се ползва основно от ПФК Септември София. Сред другите ползватели на игрището стават отборите на Конелиано 2005, Урвич (Панчарево), както и ЦСКА 1948. 

## Реновация
През лятото на 2015 година ДИТ Груп започва ремонт на базата, като се разширява площта за футболните терени, но се премахва пистата за бягане. След реновацията са открити 2 игрища с естествена трева, съблекални и една трибуна за около 200 зрители. През юли 2016 година комплексът става официална тренировъчна база на представителния отбор и ДЮШ на ПФК Септември София.
Впоследствие стадионът започва да се използва, освен за тренировъчни цели, също и за провеждането на мачове от Елитните юношески групи на школата на „септемврийци“, за контролни мачове, и за срещи от софийската Четвърта лига („Конелиано“, „Урвич“). Първата изиграна среща на обновената база е контролата между Септември (София) и Септември (Симитли) на 30 юли 2016 г., завършила с победа за домакините с 5:0.